# إسقاط التكاليف

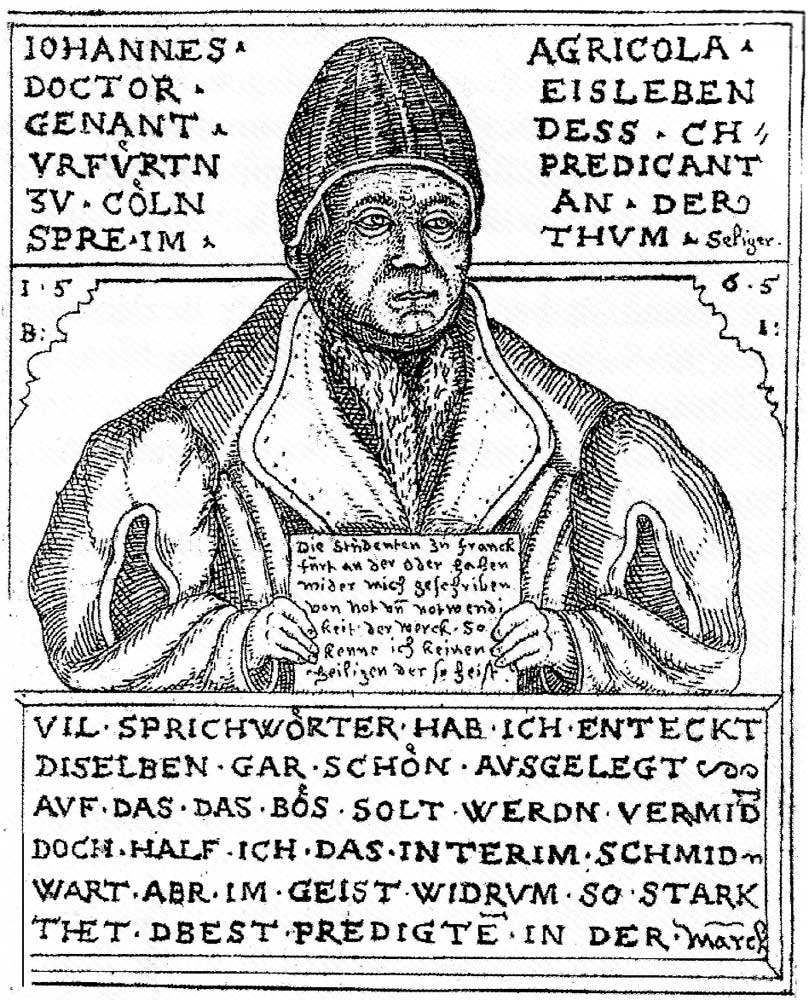

إسقاط التكاليف أو تعطيل الفرائض أو اللاناموسية وباللاتينية «أنتينوميزم» (antinomism, antinomianism) مصطلح أوجده مارتن لوثر في حقبة الإصلاح البروتستانتي يُرادُ بالمصطلح أنّه لا ضرورة تقتضي بالقيام بالفرائض (الواجبات) الدينيّة التي تنصّ عليها التوراة، لأنّه حسب البشارة المسيحية فإنّ الإيمان وحده هو ما يحتاجه الإنسان كي ينال الخلاص. أصل المصطلح من اللغة اليونانية «أنتي» وتعني «ضد»، «ونوموس» وتعني: قانون، ولا يجب الخلط بين هذا الاصطلاح وبين مصطلح «أنوميا» الذي يعود إلى نفس الجذر ولكنه ينتمي إلى مجال الفلسفة وعلم المنطق.

## إسقاط التكاليف في الثقافة الإسلامية
عرف الفكر الإسلامي هذا المصطلح في التراث الفلسفي والمؤلفات الدينية، وأخذت به بعض الحركات الصوفية والباطنية التي أولت الفرائض الدينية في الإسلام كالصلاة، والزكاة، والصوم، والحج، والجهاد تأويلًا رمزيًّا وذهبت إلى أنّ هذه الفرائض لا معنى لها أو أنّها لا تعني بالضرورة ما يقوم به عامة المسلمون من حركات وطقوس، فهذه ظواهر لا معنى لها، وأن باطن هذه العبادات الدينية أمر أعمق من ذلك.

### في العصور القديمة
كانت هناك فرق يهودية في مصر خلال الفترة الهيلينية اعتقدت بتأثير من الفلسفة اليونانية أنه ينبغي تفسير التوراة بشكل رمزي، أي بالتأويل، وهو ما يعني أن الفهم الحرفي البسيط لأوامر ونواهي التوراة (بما في ذلك الفرائض الدينية) لا قيمة له بل ما يتوجب الالتفات إليه هو ما وراء هذه الفرائض من مقاصد وأهداف، أي معرفة بواطن هذه الفرائض. نعرف عن هذه الفرق من خلال مؤلفات فيلون الإسكندري الذي حاربها ونعت أصحاب هذه الحركات باسم «أبناء قايين».